# 貫徹 (漫画原作者)
貫徹（かんてつ、本名：上田貫太郎）は、日本の漫画原作者、小説家。山梨県市川三郷町出身、東京都西東京市在住。甲陵高等学校出身、デジタルハリウッド大学出身。小説投稿サイト「エブリスタ」で作品を投稿している。コミカライズされた作品も多い。

## 作品
- 監獄実験 プリズンラボ - 作画：水瀬チホにより『E★エブリスタ』にてコミカライズ。
- 火傷少女 - 作画：里見有によりコミカライズ。
- エンドロールバック - 作画：仲里はるなにより『マンガUP!』にてコミカライズ[2]。